# Награде ААКТА
Награда Аустралијске академије филмске и телевизијске уметности (енгл. Australian Academy of Cinema and Television Arts Award), позната и као награда ААКТА (раније: награда Аустралијског филмског института или награда АФИ) је признање које годишње додељује Аустралијска академија филмске и телевизијске уметности (ААКТА). Награде се додељују најбољим остварењима у филмској и телевизијској индустрији, укључујући режисере, глумце и сценаристе. То је најпрестижнија церемонија доделе награда на аустралијском континенту.
Додела награда први пут је одржана 1958, и имала је 30 номинација у шест категорија. 1986, награде су почеле да се деле и за телевизијска остварења.
Награда АФИ добила је ново име у јануару 2012, када је основана Аустралијска академија филмске и телевизијске уметности.